# Tectaria leptophylla
Tectaria leptophylla là một loài thực vật có mạch trong họ Dryopteridaceae. Loài này được (C.H. Wright) Ching miêu tả khoa học đầu tiên năm 1931.